# Барада (Небраска)
Барада (англ. Barada) — селище (англ. village) в США, в окрузі Річардсон штату Небраска. Населення — 21 особа (2020).

## Географія
Барада розташована за координатами 40°13′6″ пн. ш. 95°34′40″ зх. д. / 40.21833° пн. ш. 95.57778° зх. д. (40.218460, -95.577801).  За даними Бюро перепису населення США в 2010 році селище мало площу 0,23 км², уся площа — суходіл.

## Демографія
Згідно з переписом 2010 року, у селищі мешкали 24 особи в 12 домогосподарствах у складі 6 родин. Густота населення становила 102 особи/км².  Було 14 помешкання (60/км²).
Расовий склад населення:
| - 100,0 % — білих |

До двох чи більше рас належало 0,0 %. Частка іспаномовних становила 0,0 % від усіх жителів.
За віковим діапазоном населення розподілялося таким чином: 12,5 % — особи молодші 18 років, 79,2 % — особи у віці 18—64 років, 8,3 % — особи у віці 65 років та старші. Медіана віку мешканця становила 55,7 року. На 100 осіб жіночої статі у селищі припадало 166,7 чоловіків;  на 100 жінок у віці від 18 років та старших — 133,3 чоловіків також старших 18 років.
Цивільне працевлаштоване населення становило 4 особи. Основні галузі зайнятості: транспорт — 50,0 %, виробництво — 50,0 %.